# Dusona atrotibialis
Dusona atrotibialis là một loài tò vò trong họ Ichneumonidae.